# دانيال ليفشيتز
دانيال ليفشيتز (24 أبريل 1988 بستوكهولم في السويد - ) هو لاعب كرة قدم سويدي وإسرائيلي في مركز حراسة المرمى. شارك مع منتخب إسرائيل تحت 21 سنة لكرة القدم. أما مع النوادي، فقد لعب مع مكابي أخاء الناصرة ومكابي نتانيا ونادي مكابي أم الفحم ونادي مكابي تل أبيب ونادي هبوعيل بئر السبع وMaccabi Herzliya F.C. ‏ وHapoel Ra'anana A.F.C. ‏ وهبوعيل عسقلان ‏ وHakoah Amidar Ramat Gan F.C. ‏.

## روابط خارجية
- دانيال ليفشيتز على موقع قاعدة بيانات كرة القدم.إي يو (الإنجليزية)
- دانيال ليفشيتز على موقع Soccerway.com (الإنجليزية)
- دانيال ليفشيتز على موقع عالم كرة القدم.نت (الإنجليزية)
- دانيال ليفشيتز على موقع AS.com (الإسبانية)